# Betchaïdelle Ngombele
Betchaïdelle Ngombele, née le 23 mars 2004 à Brazzaville, est une handballeuse congolaise (RC) évoluant au poste d'arrière gauche.

## Biographie
Betchaïdelle Ngombele naît le 23 mars 2004 à Brazzaville.

### Carrière en club
Betchaïdelle Ngombele ne joue au handball qu'à partir de 2021 et évolue à l'Étoile du Congo puis au CARA Brazzaville.
En janvier 2022, Betchaïdelle Ngombele signe un contrat de deux ans et demi avec le RK Krim en première division slovène.
En février 2025, elle signe pour deux saisons au Metz Handball à compter la saison suivante.

### Carrière en sélection
Betchaïdelle Ngombele dispute avec l'équipe du Congo le Championnat du monde 2021 en Espagne, inscrivant 19 buts. Elle fait partie du groupe congolais sélectionné pour le Championnat d'Afrique des nations 2022 à Dakar, obtenant la médaille de bronze. Elle joue ensuite le Championnat du monde 2023.

## Palmarès

### En club
- Vainqueure du Championnat de Slovénie en 2022, 2023, 2024 et 2025
- Vainqueure de la Coupe de Slovénie en 2022, 2023 et 2025

### En sélection
- Médaille de bronze au championnat d'Afrique 2022
- 26e place au championnat du monde 2023[7]